# Deleng Tusam (berg i Indonesien)
Deleng Tusam är ett berg i Indonesien.   Det ligger i provinsen Sumatera Utara, i den västra delen av landet, 1 400 km nordväst om huvudstaden Jakarta. Toppen på Deleng Tusam är 1 513 meter över havet.
Terrängen runt Deleng Tusam är kuperad österut, men västerut är den bergig. Runt Deleng Tusam är det glesbefolkat, med 20 invånare per kvadratkilometer. I omgivningarna runt Deleng Tusam växer i huvudsak städsegrön lövskog.